# تمرد الإخوان المسلمين (سوريا)
تمرد الإخوان المسلمين في سوريا هي سلسلة من الانتفاضات والتمردات المسلحة من قِبل جماعات إسلامية سنيّة معظمهم من أعضاء جماعة الإخوان المسلمين حصلت في سوريا في الفترة الممتدة من عام 1976 حتى عام 1982. كانت الانتفاضات موجّهة ضدّ حكومة حزب البعث التي كانت تُسيطر على السلطة في سوريا حينها ما تسبّب في عددٍ من العمليات المسلّحة من هنا وهناك هذا عدى عن الاغتيالات الممنهجة في صفوف الأطراف المتحاربة. خلال تلكَ الأحداث العنيفة؛ هاجمَ الإسلاميون المدنيين والعسكريين على حدٍ سواء ونفس الأمر فعلتهُ الحكومة حيثُ قتلت عشرات المدنيين في الغارات الانتقامية التي كانت تشنّها بين الفينة والأخرى. وصلت الانتفاضة ذروتها عام 1982 حينما حصلت مجزرة حماة التي راحَ ضحيّتها ما بينَ 1000 حتى 25,000 شخص بمن فيهم مدنيين ومتمردين وغيرهم الكثير.

## خلفية
وقع الصدام الأول بين حزب البعث والإخوان المسلمين في سوريا بعد فترة وجيزة من الانقلاب البعثي عام 1963 والذي مكّنَ حزب البعث من تقلّدِ مقاليد السلطة في سوريا. منذُ البداية؛ كانت الجماعات الإسلامية السياسيّة وأبرزها الإخوان المسلمين تُمثّل أقوى معارضة للحكومة الجديدة. أدى «تجريم» جماعة الإخوان المسلمين عام 1964 من قِبل الحكومة إلى «تطرفها»؛ ففي عامي 1964 و1965 انتشرت الإضرابات والمظاهرات الشعبيّة في جميع أنحاء المدن الرئيسية في سوريا وخاصة في حماة لكنّ الجيش تمكّن من فضها بالقوّة. لقد كانت مدينة حماة «معقلًا للتيار المحافظ وللإخوان المسلمين» ولطالما شكّك حزب البعث في ولائها للدولة.
في 31 كانون الثاني/يناير من عام 1973؛ أعلنَ الأسد عن الدستور الجديد الذي تسبّبَ في أزمة وطنية؛ فعلى عكس الدساتير السابقة لم يَشترط هذا الدستور أن يكون رئيس سوريا مسلمًا مما أدى إلى «مظاهرات شرسة» في حماة وحمص وحلب نظمتها جماعة الإخوان المسلمين حيثُ وصفوا الأسد بأنه «عدو الله» ودعوا إلى «الجهاد ضد حُكمِه».

## التاريخ

### التمرد المتقطع (1976-1979)
في أعقاب الوصاية السورية على لبنان في عام 1976؛ اغتِيل عددٌ من الضباط والموظفين الحكوميين السوريين البارزين فضلاً عن عددٍ من المدنيين. معظم الضحايا كانوا من الطائفة العلوية ما يُشير ضمنيًا إلى أنّ المهاجمين كان لهم مخطط مُعيّن وبالرغمِ من ذلك لم تتمكّن لا الدولة ولا جهاز الاستخبارات من تحديدِ الذي يقفُ وراء عمليات القتل والاغتيال، بينما وُجّهت أصابعُ الاتهام نحوَ الإخوان المسلمون الذين كانوا يحتقرون العلويين ويعتبرونهم من غير المسلمين. في تلك الفترة؛ سرت شائعات وتكهنات تُفيد بأن حكومة صدام حسين في العراق قد قدّمت الدعم اللوجستي والعسكري للإخوان المسلمين في سوريا.

### الثورات المحلية (نوفمبر 1979-يناير 1982)
حصلَ في 16 حزيران/يونيو 1979 مجزرة مدرسة المدفعية في حلب حيثُ قام أحد أعضاء هيئة التدريس ويُدعى إبراهيم يوسف ، بتجميع الطلاب في قاعة الطعام ثم استقبلَ المسلحون الذين فتحوا النار على الطلاب مباشرة. حسبَ الرواية الرسميّة؛ فقد سقطَ في هذهِ المجزرة 32 قتيلًا معظمهم من شباب الطائفة العلويّة فيما تقولُ مصادر غير رسميّة إن عدد القتلى بلغ 83 طالبًا. كانت هذه المجزرة من تنفيذِ جماعة إسلامية سنية تابعة للإخوان المسلمين أو مُخترَقة منهم كما ساعدَ عدنان عقلة – الذي أصبح فيما بعد قائدًا للمجموعة – في التخطيط للمجزرة.
كانت هذه المذبحة بمثابة إعلان حربٍ مدنيّة واسعة النطاق ضد العلويين؛ حيثُ تبعها استهدافٌ مباشرٌ لمقرات حزب البعث العربي الاشتراكي الحاكم بما في ذلك مراكز الشرطة والمركبات العسكرية والثكنات والمصانع وأهداف أخرى. في مدينة حلب لوحدها وبالتحديدِ من 1979 حتى عام 1981؛ قتل «المُهاجِمون» أكثر من 300 شخص معظمهم من البعثيين والعلويين وبالرغمِ من ذلك فقد أدانَ العشرات من رجال الدين المسلمين عمليات القتل والاغتيال هذه بما في ذلك الشيخ محمد الشامي الذي قُتل في مسجده في الثاني من شباط/فبراير عام 1980.
في الأيام التي سبقت 8 آذار/مارس 1980 (الذكرى السابعة عشرة للانقلاب البعثي)؛ أُصيبت جميع المدن السورية تقريباً بالشلل بسبب الإضرابات والاحتجاجات التي تطوّرت فيما بعد إلى معارك ضاريّة مع قوات الأمن. شاركت في هذهِ المعارك العديد من المنظمات – الدينية منها والعلمانية – بما في ذلك جماعة الإخوان المسلمين ثمّ تصاعدت الأحداث إلى حدّ شنّ حملة واسعة النطاق في مدينة حلب بعدما أرسلت الحكومة الآلاف من الجنود المدعومين بالدبابات والمروحيات لبسطِ السيطرة على المدينة وما حولها مما تسبّبّ في مقتل مئات المتظاهرين واعتقال ثمانية آلاف. بحلول نيسان/أبريل من نفسِ العام؛ كانت الحكومة قد نجحت – بالاستعانة بالقوّة العسكرية المُفرطة – في القضاء على الانتفاضة في المنطقة.
في 26 حزيران/يونيو 1980؛ نجى الرئيس السوري حافظ الأسد من محاولة اغتيال بعدما ألقى المهاجمون قنبلتين على موكبهِ ثمّ أطلقوا رشقات نارية باتجاههِ في العاصِمة دمشق. أثارت محاولة الاغتيال هذهِ غضب القوات الحكومية وفتحَت شهيّتها نحو الانتقام؛ وفي 27 حزيران/يونيو 1980 قامت سرايا الدفاع – المكوّنة من جنود غالبيتهم علويين – بذبحِ ما قُدّر بـ 1152 سجينًا في سجن تدمر وبعدَ أقل من شهر؛ سنّت الحكومة قرارًا يقضي بإعدام كل من ينتسبُ لجماعة الإخوان المسلمين كما منحت المنضمّين لها مدة شهرٍ واحدٍ لتسليم أنفسهم.
في آب/أغسطس من عام 1980 وبعد هجوم على الجنود المتمركزين في مدينة حلب؛ أعدمَ الجيش السوري ما يقرب من 80 شخصًا من سكان الأحياء الموجودة بالقربِ من موقع الهجوم من دون محاكمة. بحلول نيسان/أبريل 1981؛ وبعد هجوم فاشل على قرية علوية بالقرب من حماة؛ أعدمَ الجيش السوري من جديد حوالي 400 من سكان المدينة الذين اختيروا بشكل عشوائي وخاصّة الذكور الذين تزيد أعمارهم عن 14 سنة. في وقتٍ لاحق من عام 1981؛ قام أكثر من ألف من المنتمين للإخوان المسلمين بتسليم أنفسهم على أمل الهروب من عقوبة الإعدام. معظم هؤلاء الذين سلموا أنفسهم كانوا طلابًا تقلّ أعمارهم عن 25 عامًا من مدينة دمشق وغيرها من المدن الكبيرة بالإضافةِ إلى آخرين كانوا يعملون في وظائف التعليم والطب والهندسة. وفي آب/أغسطس وأيلول/سبتمبر وتشرين الثاني/نوفمبر 1981؛ نفذت جماعة الإخوان المسلمين ثلاث هجمات بسيارات مفخخة ضد أهداف حكومية وعسكرية في دمشق مما أسفر – حسب مصادر رسميّة – عن مقتل مئات الأشخاص.

### انتفاضة حماة (فبراير 1982)
سُحقت الانتفاضة بالكامل بعدَ مجزرة حماة الدموية عام 1982 والتي قتل فيها الآلاف من المتمردين والجنود والمدنيين الأبرياء، ففي الثاني من شباط/فبراير 1982؛ قادَ الإخوان ثورة كبرى في حماة وسيطروا بسرعة على المدينة ثمّ رد الجيش بقصف المدينة (التي كان عدد سكّانها حوالي 250,000) لعدّة أيام متتالية مما أسفر عن مقتل ما بين 1000 و25,000 شخص. شكلت أحداث حماة هزيمة كُبرى للإخوان ولباقي الحركات الإسلاميّة التي كانت تؤيدها في سوريا.

## قائمة الاغتيالات

### الأفراد بين عامي 1976-1979
هذه قائمة مُصغّرة بأبرز الشخصيات المُغتَالة من عام 1976 وحتى 1979:
- قائد مدينة حماة العقيد علي حيدر (قُتل في تشرين الأول/أكتوبر 1976)
- رئيس جامعة دمشق الدكتور محمد الفضل (قُتل في شباط/فبراير 1977)
- قائد السلك الصاروخي ، العميد عبد الحميد رزوق (قُتل في حزيران/يونيو 1977)
- عميد أطباء الأسنان السوريين الدكتور إبراهيم نعمة (قُتل في آذار/مارس 1978)
- مدير شؤون الشرطة في وزارة الداخلية العقيد أحمد خليل (قتل في آب/أغسطس 1978)
- المدعي العام عادل ميني من محكمة أمن الدولة العليا (قُتل في نيسان/أبريل 1979)
- طبيب الرئيس حافظ الأسد الدكتور محمد شحادة خليل (قُتل في آب/أغسطس 1979)

### الأفراد بين عامي 1980-1982
هذه قائمة مصغّرة أخرى حول أبرز الشخصيات المغتالَة في الفترة المتدة من 1980 وحتى 1982:
- سليم اللوزي ناشر مجلة الحديث في لبنان (قُتل على يد سوريين في آذار/مارس 1980)
- رياض طه رئيس نقابة الصحفيين في بيروت (قُتل في تموز/يوليو عام 1980)
- بَنان الطنطاوي زوجة المدير العام السابق للإخوان المسلمين عصام العطار (قُتلت في آخن في تموز/يوليو 1980)
- صلاح البيطار أحد مؤسسي حزب البعث (قُتل في باريس في 21 تموز/يوليو 1980)

وعلى الرغم من عدم ثبوت تورط الحكومة السوريّة رسميًا في قائمة الاغتيالات هذه؛ لكنّ أصابع الاتهام وُجّهت لها من جديد في العديد من الحالات في سوريا وفي لبنان ودول أخرى.